# Premio Carlos Fuentes
Der Internationale Carlos-Fuentes-Preis für literarisches Schaffen in spanischer Sprache (spanisch: Premio Internacional Carlos Fuentes a la Creación Literaria en el Idioma Español), auch kurz Premio Carlos Fuentes oder Carlos-Fuentes-Preis genannt, ist eine durch die mexikanische Regierung in Zusammenarbeit mit der UNAM (Nationale Autonome Universität von Mexiko) verliehene Auszeichnung für Literatur in spanischer Sprache. 

## Geschichte
Der Auszeichnung wurde erstmals 2012, im Todesjahr des mexikanischen Schriftstellers Carlos Fuentes, zu dessen Ehren vergeben. Sie richtet sich an Autoren, die mit ihrem Gesamtwerk in spanischer Sprache das literarische Erbe der Menschheit bereichert haben.
Ursprünglich war der Preis mit 250.000 US-Dollar dotiert und wurde alle zwei Jahre vergeben. Seit 2019 gibt es eine jährliche Ausschreibung und das Preisgeld beträgt 125.000 US-Dollar. Zum Geldpreis, der in mexikanischen Pesos ausbezahlt wird, gehören außerdem eine Urkunde und eine von dem mexikanischen Künstler Vicente Rojo entworfene Skulptur. Die Verleihung findet jeweils am 11. November zum Geburtstag von Carlos Fuentes statt.

## Preisträger
- 2012: Mario Vargas Llosa (Peru, Spanien)[4]
- 2014: Sergio Ramírez (Nicaragua)[4]
- 2016: Eduardo Lizalde (Mexiko)[4]
- 2018: Luis Goytisolo (Spanien)[4]
- 2019: Luisa Valenzuela (Argentinien)[4]
- 2020: Diamela Eltit (Chile)[4]
- 2022: Margo Glantz (Mexiko)[4]
- 2023: Elena Poniatowska (Mexiko)[5][3]
- 2024: Luis García Montero (Spanien)[6]